# Rösa
Rösa – dzielnica gminy Muldestausee w Niemczech, w kraju związkowym Saksonia-Anhalt, w powiecie Anhalt-Bitterfeld.
Do 31 grudnia 2009 była to oddzielna gmina wchodząca w skład wspólnoty administracyjnej Muldestausee-Schmerzbach. Do 1 lipca 2007 należała do powiatu Bitterfeld.